# Austropezia samuelsii
Austropezia samuelsii är en svampart som först beskrevs av Korf, och fick sitt nu gällande namn av Spooner 1987. Austropezia samuelsii ingår i släktet Austropezia och familjen Hyaloscyphaceae.   Inga underarter finns listade i Catalogue of Life.